# 롤라 올브라이트
롤라 올브라이트(Lola Albright, 1924년 7월 20일 ~ 2017년 3월 23일)는 미국의 가수, 배우, 모델이다.

## 참여 작품

### 영화
- 해적 (1948년 영화)
- 이스터 퍼레이드
- 챔피언 (1949년 영화)
- 키드 갈라드
- 서부로 가는 길
- 0011 나폴레옹 솔로 - 헬리콥터 스파이스

### 텔레비전
- 비버리 힐빌리즈
- 보난자 (드라마)
- 첩보원 0011
- 코작
- 형사 콜롬보
- 출동! 에어울프